# Afroligusticum
Afroligusticum – rodzaj roślin z rodziny selerowatych (Apiaceae). Obejmuje 14 gatunków występujących w tropikalnej Afryce.

## Systematyka
Pozycja według APweb (aktualizowany system APG III z 2009)
Przedstawiciel podrodziny Apioideae w obrębie rodziny selerowatych (Apiaceae) należącej do rzędu selerowców (Apiales) reprezentującego dwuliścienne właściwe.
Wykaz gatunków
- Afroligusticum aculeolatum (Engl.) P.J.D.Winter
- Afroligusticum claessensii (C.Norman) P.J.D.Winter
- Afroligusticum elgonense (H.Wolff) P.J.D.Winter
- Afroligusticum elliotii (Engl.) C.Norman
- Afroligusticum linderi (C.Norman) P.J.D.Winter
- Afroligusticum mattirolii (Chiov.) P.J.D.Winter
- Afroligusticum petitianum (A.Rich.) P.J.D.Winter
- Afroligusticum runssoricum (Engl.) P.J.D.Winter
- Afroligusticum scottianum (Engl.) P.J.D.Winter
- Afroligusticum thodei (T.H.Arnold) P.J.D.Winter
- Afroligusticum townsendii (Charpin & Fern.Casas) P.J.D.Winter
- Afroligusticum volkensii (Engl.) P.J.D.Winter
- Afroligusticum wilmsianum (H.Wolff) P.J.D.Winter